# The Lodger (Doctor Who)
"The Lodger" (intitulado "O Inquilino" no Brasil) é o décimo primeiro episódio da quinta temporada da série de ficção científica britânica Doctor Who, transmitido originalmente através da BBC One e BBC HD em 12 de junho de 2010. Foi escrito por Gareth Roberts e dirigido por Catherine Morshead.
Na história, o alienígena viajante do tempo conhecido como o Doutor (Matt Smith) fica preso na Terra e se separa de sua acompanhante Amy Pond (Karen Gillan), quando uma força desconhecida impede sua máquina do tempo, a TARDIS, de pousar. Para investigar, ele se muda para o apartamento de Craig Owens (James Corden) e tenta se adaptar a humanos comuns enquanto, sem saber, banca o casamenteiro de Craig e sua boa amiga Sophie (Daisy Haggard).
O showrunner da série Steven Moffat era fã da história em quadrinhos original de Roberts e o incentivou em adaptá-la em um episódio da série. Embora alguns elementos dos quadrinhos permaneçam, Roberts escreveu a maior parte do zero. "The Lodger" substituiu um outro episódio que foi adiado por restrições orçamentárias e, consequentemente, foi um dos últimos a ser filmado. Foi assistido por 6,44 milhões de telespectadores, sendo o menos assistido da quinta temporada. No entanto, alcançou a maior pontuação no Índice de Apreciação do público até aquele momento e recebeu críticas entre positivas e mistas dos avaliadores. Elogios foram dados à atuação de Smith e Corden, mas os revisores expressaram decepção com sua resolução.

## Enredo
Depois de sair da TARDIS na atual Colchester, o Doutor é derrubado por uma rajada de ar e a TARDIS, com Amy ainda dentro, é jogada no vórtice do tempo e se recusa a pousar. Com a ajuda dela, o Doutor rastreia a perturbação até o segundo andar de uma casa. Ele então opta por alugar um quarto oferecido pelo inquilino do andar de baixo, Craig Owens, para determinar o que está presente no apartamento de cima sem alertar o que quer que esteja lá sobre sua presença alienígena. O Doutor percebe loops de tempo localizados e distúrbios a bordo da TARDIS que coincidem com ruídos vindos do apartamento de cima.
Ao longo de dois dias, o Doutor tenta se adaptar à vida humana. Ele aprende sobre Craig, um funcionário de escritório com poucas aspirações de seguir em frente. Craig está preso em um relacionamento platônico com sua colega de trabalho, Sophie. O Doutor se envolve excessivamente na vida dele, tornando-se a estrela do clube de futebol local onde ele joga, substituindo-o no call center quando adoece e incentivando Sophie a seguir seu sonho de viajar para o exterior para ajudar os animais. Craig, que ainda não declarou seu amor por Sophie, fica chateado; ele aborda o Doutor e exige que vá embora, o que obriga o abriga a revelar sua história e o motivo de estar no apartamento.
Sophie chega enquanto eles discutem e é atraída para cima; o Doutor e Craig a seguem, aprendendo com Amy que a casa nunca teve um segundo andar. Lá dentro, eles encontram uma nave alienígena que abriga uma máquina do tempo primitiva, que caiu há algum tempo e usou um filtro de percepção para se disfarçar como parte da casa de Craig. O programa holográfico de emergência da nave tem atraído transeuntes, todos que desejam escapar de suas vidas, para encontrar um piloto substituto para si, mas eles foram mortos no processo, já que os humanos são incompatíveis com os controles. O Doutor convence Craig a mexer neles, já que ele não quer ir embora devido ao seu amor por Sophie, o que contrariaria os protocolos da nave. Craig faz isso, ele e Sophie admitem seu amor e se beijam, o que quebra o domínio da nave sobre todos eles. Os três escapam quando a nave implode, deixando o andar térreo da casa de Craig intacto.
A bordo da TARDIS, o Doutor orienta Amy a escrever o bilhete que o levou à casa de Craig; ela vasculha a jaqueta do Doutor e encontra o anel de noivado de seu noivo Rory, de quem ela havia esquecido depois que ele foi consumido pela fenda no espaço-tempo e apagado da existência.

### Continuidade
Na geladeira de Craig há um cartão postal anunciando a exposição de Vincent van Gogh no Museu de Orsay, que o Doutor, Amy e o próprio Van Gogh visitaram no episódio anterior. No final da história, o Doutor instrui Amy a deixar um bilhete com o endereço de Craig, que seu eu mais jovem tinha no início do episódio. Amy é mostrada deixando a nota no final da temporada, "The Big Bang", quando a linha do tempo do Doutor retrocede e ele revisita pontos de seu passado. A sala de controle da nave espacial reapareceu nos dois primeiros epiódios da sexta temporada, "The Impossible Astronaut"/"Day of the Moon", onde foi ligada à Ordem do Silêncio. Corden voltou a interpretar Craig no episódio "Closing Time" também na sexta temporada, que serviu como uma sequência de Gareth Roberts para esta história.

## Produção
"The Lodger" é baseado em uma pequena história em quadrinhos de mesmo nome, escrita por Gareth Roberts para a edição 368 da Doctor Who Magazine em 2006. A história apresenta o Décimo Doutor passando vários dias hospedado no apartamento de Mickey Smith esperando que Rose Tyler e a TARDIS o alcançassem em alguns dias, e por acaso salvando a Terra, escondendo-a da frota espacial de uma violenta raça alienígena. A história foi baseada nas ideias que Roberts tinha desde criança de imaginar o Doutor vivenciando a vida humana cotidiana e seu prazer com histórias ambientadas na Terra, e não no espaço. O quadrinho original de Roberts atraiu o novo produtor executivo da série, Steven Moffat, que o incentivou a ter "que fazer" "The Lodger" como um episódio. Roberts já havia tido a ideia de fazer a versão para televisão, mas nunca mencionou isso. Ele considerou "The Lodger" menos uma adaptação do que foi feito anteriormente por Paul Cornell com seu romance Human Nature para o episódio de mesmo nome e "The Family of Blood", e em vez disso escreveu a maior parte do roteiro do zero.
Durante os estágios iniciais de escrita, Roberts planejou inicialmente fazer do episódio uma sequência do serial de 1980 Meglos, com o antagonista homônimo dessa história retornando disfarçado de velha (com o episódio sendo jocosamente referido por alguns como "Sra. Meglos" por este motivo). No entanto, a ideia seria posteriormente abandonada devido a vários conceitos dentro dela já terem sido utilizados em vários outros episódios de Doctor Who escritos na mesma época; a aparência de cacto de Meglos foi considerada muito semelhante à dos alienígenas Vinvocci apresentados em "The End of Time" e a ideia de alienígenas se disfarçando de idosos já havia sido incluída em "Amy's Choice".
Elementos da história em quadrinhos foram transferidos para o episódio, como a confusão entre a chave de fenda sônica como uma escova de dentes e a aptidão do Doutor para o futebol. No entanto, Roberts disse que o episódio era "uma situação completamente diferente" dos quadrinhos, já que o Doutor não conhecia Craig como conhecia Mickey e havia o inimigo adicional no apartamento de cima. Quando começou a escrever o roteiro, ele conhecia o tema geral da série, mas não sabia quem seria escalado como o Décimo primeiro Doutor. Roberts baseou as falas do personagem naquelas escritas nos roteiros completos de Moffat e uma caracterização adicional foi adicionada pela leitura das falas por Matt Smith.
O episódio também contém diversas referências culturais. Quando o Doutor está tomando banho, ele canta "La donna è mobile", que sua terceira encarnação cantou em Inferno. Quando o Doutor se apresenta ao avatar da nave do tempo, ele afirma ser o "Capitão Troy Bonitão do Resgate Internacional", que é uma referência tanto ao Capitão Troy Tempest de Stingray quanto ao Resgate Internacional de Thunderbirds, ambas séries criadas por  Gerry e Sylvia Anderson.  Steven Cooper da Slant Magazine também viu uma referência ao Holograma Médico de Emergência o Doutor de Star Trek: Voyager, quando o Doutor diz "Por favor, indique a natureza da sua emergência."
"The Lodger" constituiu o sétimo e último bloco de produção da temporada junto com "Amy's Choice". A leitura do roteiro de ambos os episódios ocorreu em 17 de fevereiro de 2010 no Upper Boat Studios. A história substituiu outra, "The Doctor's Wife", quando esta foi adiada para a próxima temporada devido a restrições orçamentárias. As filmagens ocorreram em Cardiff no início de março de 2010. A casa onde Craig tem seu apartamento fica em Westville Road, e o local da partida de futebol aconteceu no Victoria Park; a área de jogo já havia sido usada como locação em "Forest of the Dead". Matt Smith realizou suas próprias cenas no jogo de futebol; ele teve uma experiência anterior como jogador de futebol juvenil, tendo jogado pelos times juniores de Northampton Town, Nottingham Forest e Leicester City antes de uma lesão nas costas o levar a atuar. Como tal, pouca coreografia foi necessária para a sequência.

## Transmissão e recepção
"The Lodger" foi transmitido pela primeira vez no Reino Unido na BBC One e BBC HD em 12 de junho de 2010. Nos Estados Unidos, foi transmitido na BBC America em 10 de julho de 2010. No Reino Unido, a avaliação inicial da audiência durante a noite de estreia mostrou que o episódio foi assistido por 4,6 milhões de espectadores, enfrentando a concorrência para a partida de abertura da Inglaterra na Copa do Mundo FIFA 2010. Quando a audiência final consolidada foi calculada, os telespectadores aumentaram para 6,44 milhões, com 5,98 milhões na BBC One e 0,46 milhões na BBC HD. Foi o sexto programa de maior audiência da semana na BBC One e o vigésimo primeiro da semana em todos os canais. Embora tenha sido o segundo programa mais assistido do dia, foi o episódio menos assistido da quinta temporada. No entanto, recebeu um Índice de Apreciação de 87, considerado "excelente" e o mais alto da temporada no momento da transmissão.
O episódio foi lançado na Região 2 em DVD e Blu-ray em 6 de setembro de 2010 junto com  "Vincent and the Doctor", "The Pandorica Opens" e "The Big Bang". Foi então relançado como parte da coleção completa da quinta temporada em 8 de novembro do mesmo ano. A Pearson Education publicou uma foto-romantização do episódio escrita por Peter Gutiérrez para programas de alfabetização escolar em maio de 2011.

### Recepção critica

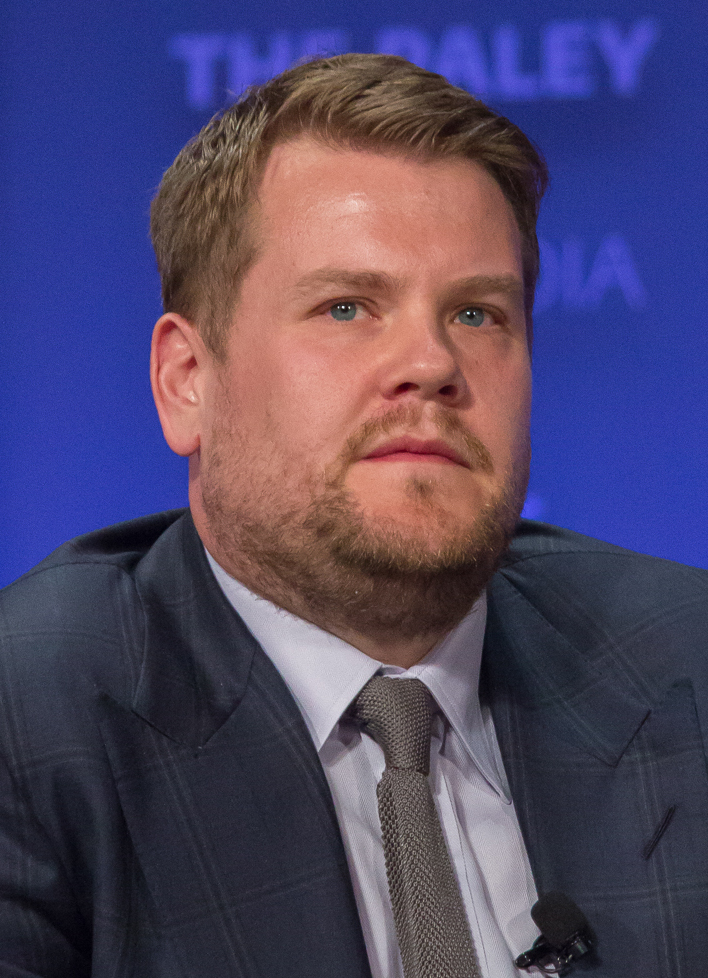
Os críticos elogiaram a química e a atuação entre Matt Smith e James Corden (imagem).

Gavin Fuller, escrevendo para o The Daily Telegraph, chamou o episódio de "encantador", "totalmente agradável" e "muitas vezes divertido". Em particular, elogiou Corden e Haggard por evitarem os habituais "clichês de comédia romântica" e a representação de Smith do Doutor como "quase-mas-não-muito-humano". No entanto, ele expressou certo desapontamento pelo fato de a origem da máquina do tempo oculta não ter sido explicada. Dan Martin do The Guardian chamou-o de "um dos episódios mais fortes do ano". Ele elogiou a atuação de Smith e Corden, mas se perguntou por que o Doutor não usou seu apelido usual de "John Smith" ao se passar por humano.
O revisor da Radio Times Patrick Mulkern elogiou Corden e Smith, mas disse que não "ticava os pontos" para ele. Ele não ficou envolvido pelo vilão do andar de cima, desejava mais "momentos de risadas do que brincadeiras bem-humoradas" e não gostou que o Doutor parecesse "diminuído" quando jogado na atmosfera cotidiana. Em uma crítica para o IGN, Matt Wales avaliou-o com nota 7 de 10 e referiu-se a ele como "um dos episódios mais fofos" em termos de enredo, mas disse que era uma aventura "agradável de um patinho fora d'água". Ele chamou Smith de "uma alegria absoluta de assistir" e disse que Corden e Haggard "[se saíram] admiravelmente bem". No entanto, ele criticou os "elementos mais tradicionais" da série, como a ameaça alienígena que a direção deixou "desprovida de quase toda tensão", as aparições ocasionais de Amy que não pareciam combinar com o resto da história e a curta resolução, onde "tudo desabou em uma confusão incompreensível".
Russell Lewin, da SFX Magazine, deu a "The Lodger" três e meia de cinco estrelas, dizendo que estava "cheio de diálogos espirituosos" e era uma "diversão agradável" antes do final. Ele classificou-o como "meio termo" entre os outros episódios da série. Keith Phipps do The A.V. Club deu uma nota "A−", dizendo que foi um "passeio engraçado" que permitiu a Smith mostrar profundidade cômica como o Doutor, além de elogiar as estrelas convidadas. Embora ele se referisse ao alienígena subindo as escadas como uma "questão bastante padrão", ele gostou disso por ser uma metáfora da "armadilha da complacência e das maneiras pelas quais permanecer na rotina pode levar à segurança, à estagnação e à ignorância do perigo invadindo fora das quatro paredes".